# Crazy Frog

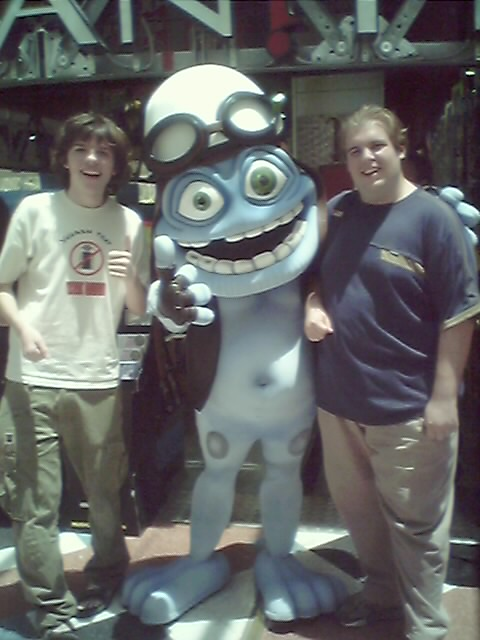
Людина у костюмі Crazy Frog

Crazy Frog (спочатку відомий як англ. The Annoying Thing) — комп'ютерний анімаційний персонаж, створений у 2003 році Еріком Вернквістом.
Використовувався у рекламі рінгтон-провайдера Jamba!. Анімацію було створено для супроводу звукового ефекту, що імітує звук двигуна мотоцикла, створеного Даніелем Малмедалем.
Crazy Frog став широко відомим після того як написав пісню «Axel F» у 2005 році з темою (іноді згадується як «Crazy Frog song», щоб відрізнити від оригіналу). Ця пісня посіла перші місця в рейтингах у Великій Британії, Ірландії, Туреччині, Новій Зеландії, Австралії та багатьох країнах Європи. Наступні альбоми Crazy Frog Presents Crazy Hits та другий сингл «Попкорн» (англ. Popcorn) також мали успіх у всьому світі, і другий альбом під назвою Crazy Frog Presents More Crazy Hits було випущено у 2006 році. Crazy Frog також породив низку товарів та іграшок, а також дві відео-гри.
У 2021 році персонаж Crazy Frog несподіванно повернувся із новою роботою. Повернення розпочалося з мешапу на пісню It’s Tricky легенд репу Run-DMC і кліпу, в якому жабеня викрадає ракету та летить у космос.

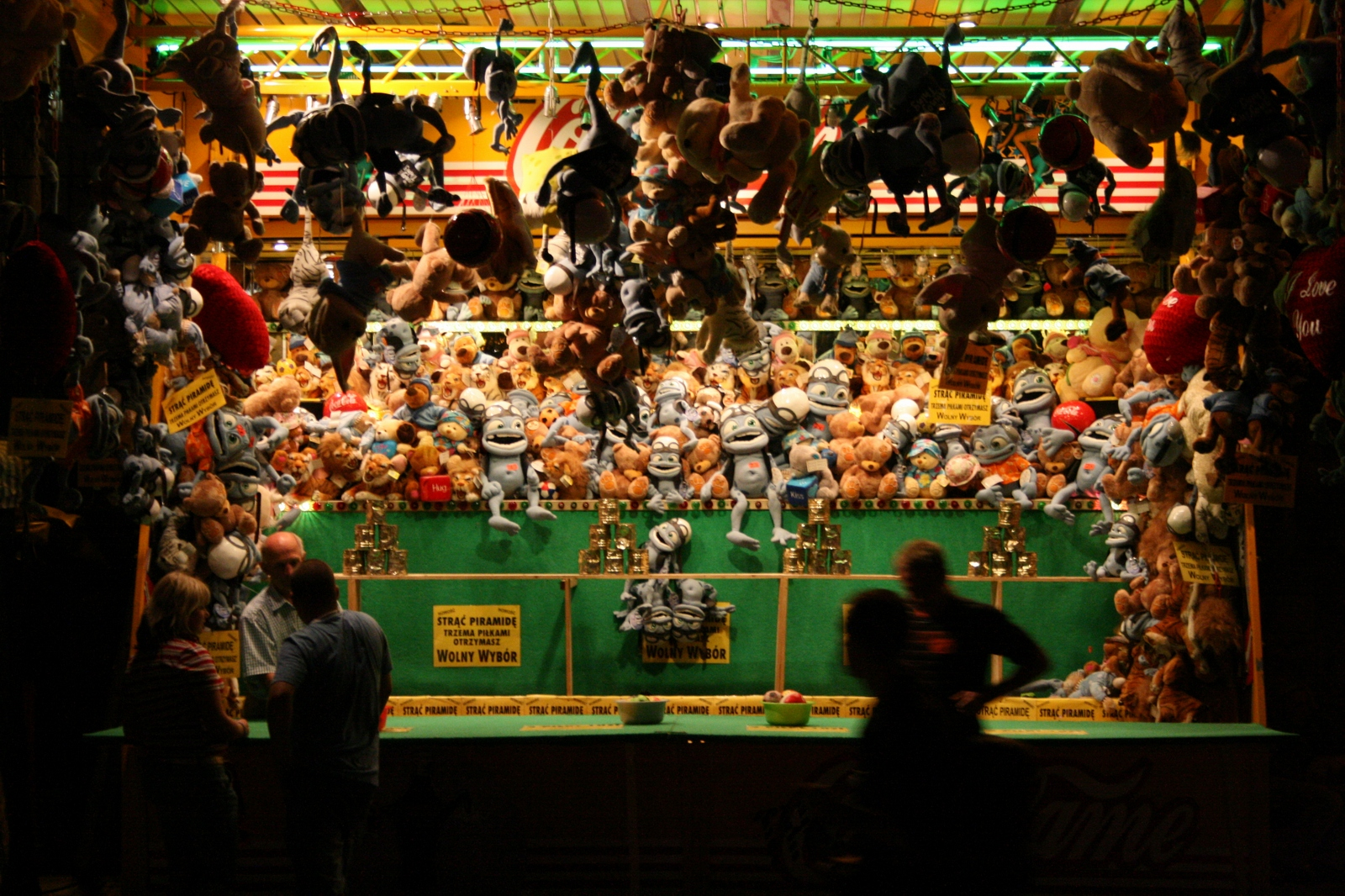
Іграшки у вигляді Crazy Frogs

## Зноски
1. ↑  Crazy Frog - Tricky (Official Video) (укр.), архів оригіналу за 13 грудня 2021, процитовано 13 грудня 2021
2. ↑  Той самий Crazy Frog повернувся з першим треком за 10 років. СЛУХ — онлайн-медіа про музику та все, що навколо неї. 10 грудня 2021. Архів оригіналу за 13 грудня 2021. Процитовано 13 грудня 2021.